# Sensei
Sensei (jap. 先生) je japanska riječ koja označava učitelja.
Sensei je japanski naslov koja se koristi u obraćanju učitelju, profesionalcima kao što su liječnici, odvjetnici, političarima, svećenstvu ili drugim ličnostima od autoriteta. Također se rabi u iskazivanju poštovanja nekome ko je dostigao određeni nivo majstorstva u nekoj vještini ili umjetnosti. Sensei je jedan o uobičajnih naslova koji se koriste u japanskim borilačkim vještinama.

## Vanjske povezice
- What is a Sensei in Judo?
- Karate: What is a Sensei in Karate?  Arhivirana inačica izvorne stranice od 21. kolovoza 2018. (Wayback Machine)